# Benahavís
Benahavís – gmina w Hiszpanii, w prowincji Malaga, w Andaluzji, o powierzchni 145,45 km². W 2011 roku gmina liczyła 5980 mieszkańców.